# Jogo
Jogo är ett vattendrag i Burundi. Det ligger i provinsen Rutana, i den centrala delen av landet, 80 kilometer sydost om huvudstaden Bujumbura.
Omgivningarna runt Jogo är en mosaik av jordbruksmark och naturlig växtlighet. Runt Jogo är det ganska tätbefolkat, med 111 invånare per kvadratkilometer.